# Прапор Дінана
Прапор Дінана був прийнятий рішенням ради від невідомої дати як прапор муніципалітету Дінан у провінції Намюр. Прапор можна описати так:
Дві однаково довгі смуги синього і білого кольорів.
Синій і білий — традиційні кольори Дінана.